# RS1
RS1 (англ. Retinoschisin 1) – білок, який кодується однойменним геном, розташованим у людей на X-хромосомі. Довжина поліпептидного ланцюга білка становить 224 амінокислот, а молекулярна маса — 25 592.
| 10         |  | 20         |  | 30         |  | 40         |  | 50         |
| ---------- |  | ---------- |  | ---------- |  | ---------- |  | ---------- |
| MSRKIEGFLL |  | LLLFGYEATL |  | GLSSTEDEGE |  | DPWYQKACKC |  | DCQGGPNALW |
| SAGATSLDCI |  | PECPYHKPLG |  | FESGEVTPDQ |  | ITCSNPEQYV |  | GWYSSWTANK |
| ARLNSQGFGC |  | AWLSKFQDSS |  | QWLQIDLKEI |  | KVISGILTQG |  | RCDIDEWMTK |
| YSVQYRTDER |  | LNWIYYKDQT |  | GNNRVFYGNS |  | DRTSTVQNLL |  | RPPIISRFIR |
| LIPLGWHVRI |  | AIRMELLECV |  | SKCA       |  |            |  |            |

A: Аланін

C: Цистеїн

D: Аспарагінова кислота

E: Глутамінова кислота

F: Фенілаланін

G: Гліцин

H: Гістидин

I: Ізолейцин

K: Лізин

L: Лейцин

M: Метіонін

N: Аспарагін

P: Пролін

Q: Глутамін

R: Аргінін

S: Серин

T: Треонін

V: Валін

W: Триптофан

Задіяний у такому біологічному процесі, як клітинна адгезія. 
Білок має сайт для зв'язування з ліпідами. 
Локалізований у клітинній мембрані, мембрані.
Також секретований назовні.